# Hans Adolph Wilhelm von Seebach
Hans Adolph Wilhelm von Seebach (* 21. August 1694 in Schönewerda; † 28. September 1772 ebenda) war ein braunschweig-lüneburgischer Landdrost und Rittergutsbesitzer. Er war Erb-, Lehn- und Gerichtsherr auf Schönewerda und Eßmannsdorf. Diese Lehngüter besaß er zu zwei Dritteln. Das übrige Drittel war Eigentum seines jüngeren, 1767 kinderlos verstorbenen Bruders Hans Anton Gottlob von Seebach.

## Leben
Er stammte aus dem thüringischen Adelsgeschlecht von Seebach und war der älteste Sohn des späteren königlich-polnischen und kurfürstlich-sächsischen Kammerherrn Hans Wilhelm von Seebach auf Schönewerda, Eßmannsdorf und Großengottern, der 1725 verstarb. Dessen Söhne Hans Adolph Wilhelm, Hans Anton Gottlob (gest. 1767) und Hans Georg Carl erhielten Schönewerda und Eßmannsdorf, sein Sohn Hans Wolf Friedrich von Seebach hingegen Großengottern. Hans Georg Carl von Seebach verkaufte bereits im Jahre 1738 sein Drittel an Schönewerda und Eßmannsdorf seinem ältesten Bruder Hans Adolph Wilhelm von Seebach.
Hans Adolph Wilhelm von Seebach ließ sich in Schönewerda als Freiherr bezeichnen, obwohl er oder dessen Vater nicht durch ein Adelsdiplom in den Freiherrenstand erhoben wurden. Im Schriftwechsel mit kursächsischen Behörden wurde daher der Freiherren-Titel weggelassen. Erst seine Kinder verwendeten dann im Gewohnheitsrecht ab 1775 auch gegenüber kursächsischen Behörden die Bezeichnung Freiherr, wurden aber im amtlichen Schreiben nicht als solche angesprochen. Erst im 19. Jahrhundert wurde diesem Seebacher-Familienzweig im Königreich Sachsen die Führung des Freiherren-Titels amtlich gestattet.